# 安娜·查克韋塔澤
安娜·查克韋塔澤（Anna Chakvetadze，1987年3月5日—），俄羅斯職業網球女運動員。
2013年9月，查維達迪絲因傷宣佈退役 （页面存档备份，存于）。2023年8月，她悄然复出，名字出现在一站ITF女子巡回赛W25级别赛事报名表中。

## 個人背景
她是早俄罗斯出生的人和烏克蘭人的混血兒。

## 外部連結
- 官方网站
- 安娜·查克韋塔澤的国际女子网球协会官方資料（英文）
- 安娜·查克韋塔澤的官方资料
- 安娜·查克韋塔澤在比利·简·金杯的官方资料